# Просіка

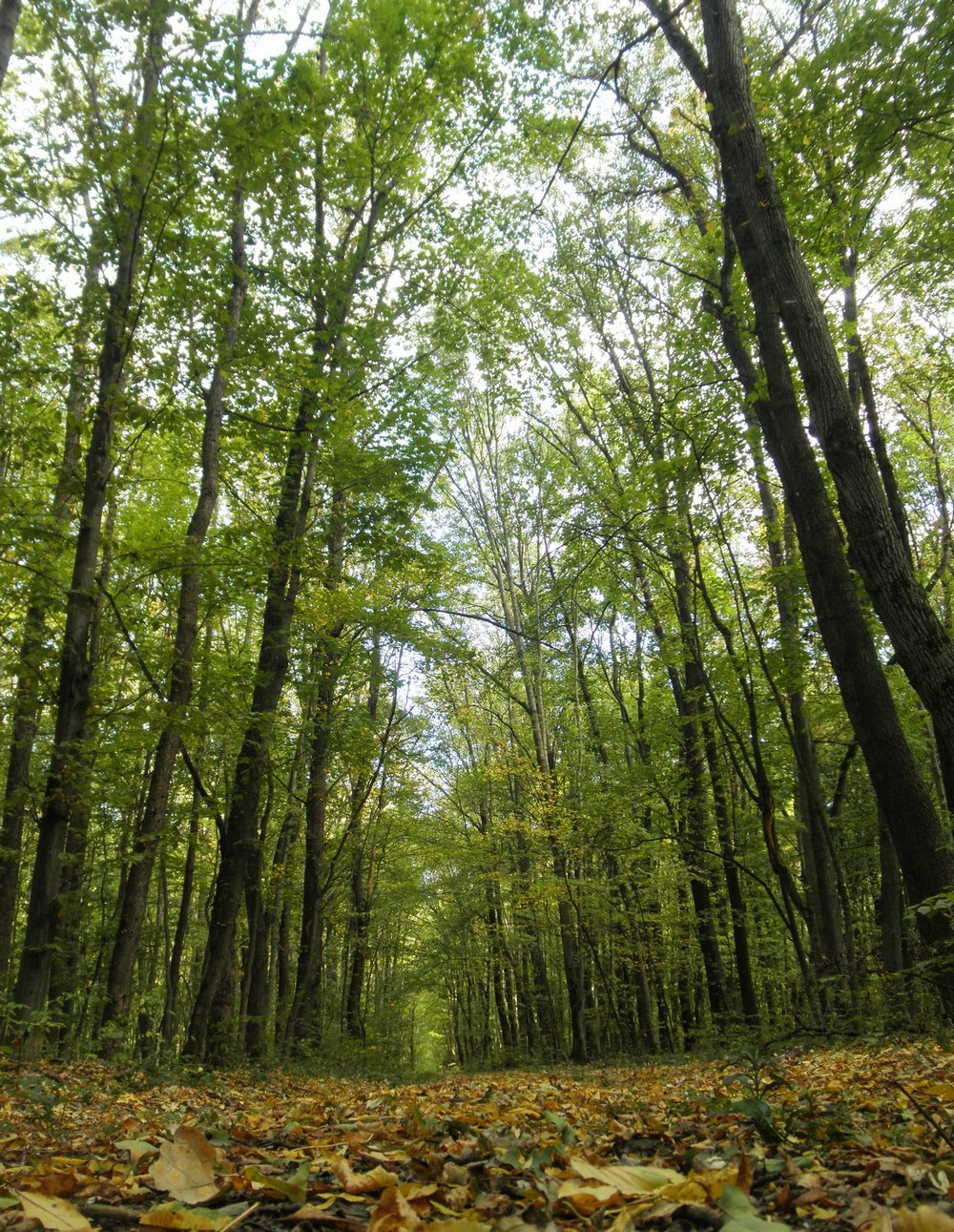
Просіка на лісовому масиві «Чорний ліс»

Просі́ка, рідко про́сік — це вузька смуга, яку прорубують у лісі при здійсненні топографічних зйомок, геологічних розвідок, прокладці ліній електропередач, доріг, трубопроводів та ін.

## Загальні відомості
В рівнинних лісах просіка розділяє ліс на квартали, які є господарськими одиницями. Зазвичай ширина просіки 2—6 метрів, але іноді просіки, які використовуються як дороги, мають ширину до 10 метрів і більше. Ще більш широкі просіки, до 20—40 метрів, прорубують для захисту лісу від пожежних пошкоджень.
Розрубування дорожних просік призводить до різкої зміни умов середовища на узліссях, що після цього утворюються. При цьому прискорюються процеси відмирання дерев, особливо в ялинниках. Тому, наприклад, для європейської Півночі, вчені рекомендують враховувати, що для поліпшення водно-теплового режиму земляного полотна ширина дорожньої просіки повинна бути такою, щоб тінь від лісового масиву не досягала відкосу насипу.
Просіки для високовольтних ліній електропередач в лісових масивах повинні бути більш широкими і відповідати вимогам пожежної безпеки і типової інструкції з експлуатації ліній. Вздовж такої просіки повинна бути розчищена смуга, яка буде перешкоджати попаданню уламків деревини на високовольтні лінії.